# Salvador Moreno Peralta

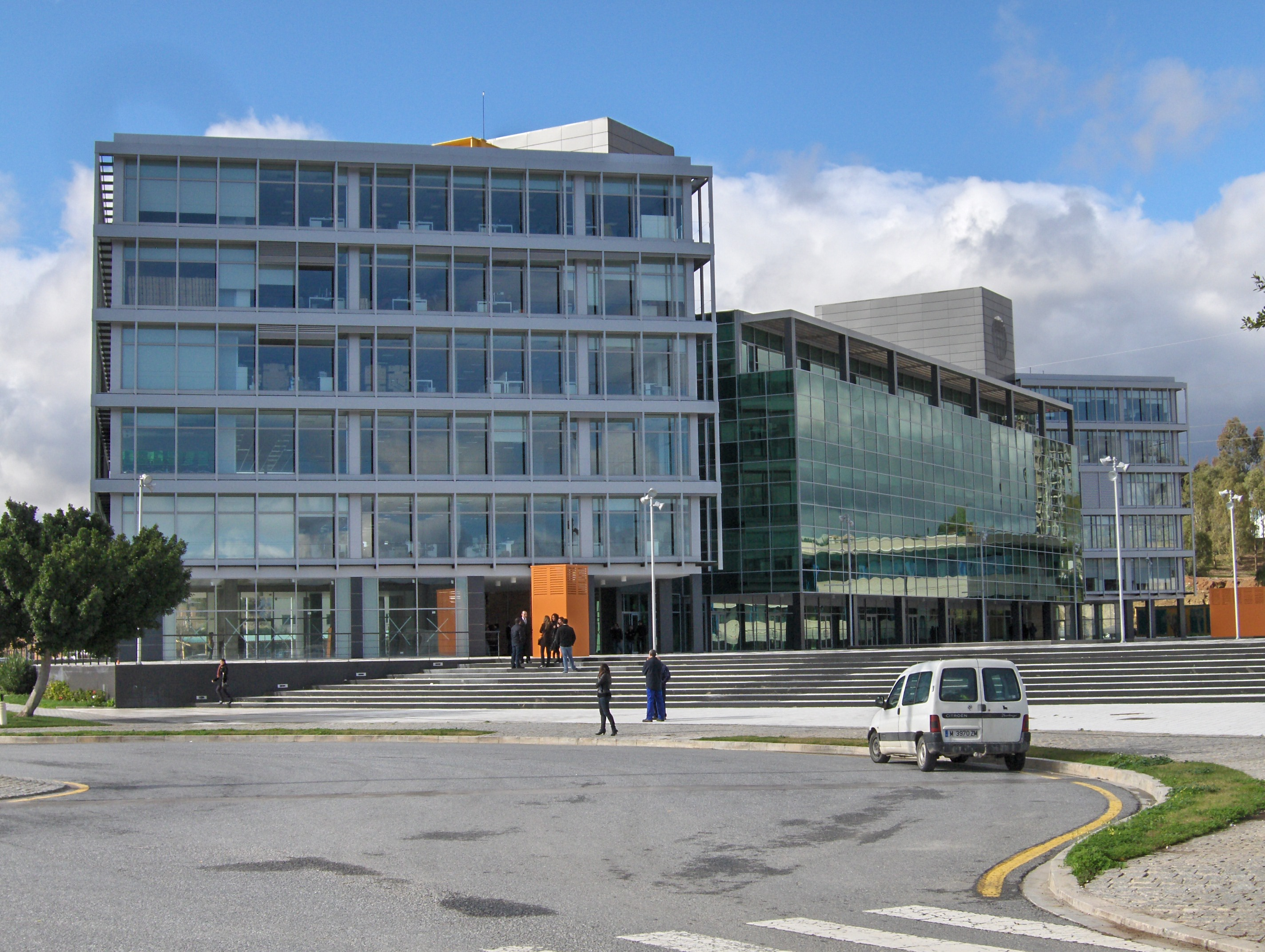
Edificio Alel del PTA, diseñado por el arquitecto Moreno de Alborán.

Salvador Moreno de Alborán Peralta (Málaga, 1947) es un arquitecto y urbanista español, académico de la Real Academia de Bellas Artes de San Telmo. Es el padre del cantante Pablo Alborán. 

## Obras
Graduado por la Escuela Superior de Arquitectura de Madrid en 1972, ha desarrollado su labor profesional principalmente en su ciudad natal, donde ha construido la Facultad de Derecho y los centros comerciales Larios y Málaga Nostrum entre otras obras. También ha trabajado en la rehabilitación de varios edificios como el Mesón de San Rafael y la ciudadela de Melilla La Vieja  en Melilla, trabajo por el cual recibió el premio Europa Nostra en 1999. Entre su actividad como urbanista destaca el Plan de Rehabilitación de Trinidad-Perchel y el PGOU de Málaga de 1983, premiado con el Premio Nacional de Urbanismo.
También es autor del Ayuntamiento de Torremolinos y la peatonalización de la plaza Costa del Sol, el edificio de ingenierías de la EPS y la ETSII de la Universidad de Málaga, el Pabellón de Melilla de la Expo 2008 de Zaragoza y el Edificio Alei del Parque Tecnológico de Andalucía.

## Biografía
El arquitecto Moreno Peralta es el padre del popular cantante Pablo Alborán, y nieto del que fuera I.er Marqués de Alborán: el almirante Francisco Moreno Fernández. Título creado por el dictador Francisco Franco en reconocimiento a los actos cometidos en la Masacre de la carretera Málaga-Almería. Posteriormente el marquesado fue suprimido en 2022 por mandato de la Ley de Memoria Democrática
Su padre, el vicealmirante  Salvador Moreno de Alborán y Reyna, falleció el 7 de febrero de 2011 en Madrid. Su madre es Trinidad Peralta España.